# 美人姉妹シリーズ
『美人姉妹シリーズ』（びじんしまいシリーズ）は、佐々木倫子の漫画作品。「花とゆめ」「花ゆめEPO」（白泉社）に、1985年6月から1987年9月まで連載された。シリーズ中の「林檎でダイエット」を表題作とした短編集が花とゆめコミックス（全1巻）から刊行された。
札幌在住の、雁子と鴫子姉妹が繰り広げる間の抜けたドタバタ劇の日常を描いた短編連作。単行本の記述から、同居する作者とその妹の生活を元にしている。作者は本シリーズ以前に、職場で「おねえさん」と呼ばれる「繁野咲子」とその姉が登場する短編「プラネタリウム通信」（1984年花とゆめEX冬の号掲載、単行本「食卓の魔術師」収録）を発表している。

## あらすじ
アパート「マンション朱美」の一室で暮らす姉妹の雁子と鴫子。園芸が好きで最近椿にはまっている雁子は、来客に過敏になり、病的な警戒心を見せ始める。不審に思う鴫子は、雁子が泥棒への予知能力を持っているのではないかと考え始める。ところが雁子には、「ある人」が訪れることを恐れる秘密があった。

## 登場人物
浅野 雁子（あさの かりこ）
姉妹の姉で就職浪人。見かけは鴫子より若く見える上に間の抜けたところがあり、たびたび妹に間違われる。主に家事を引き受けている。恋愛下手で先に男性から告白されると気が失せるやっかいな性格。
浅野 鴫子（あさの しぎこ）
姉妹の妹で大学生。大学では塗装工芸（漆塗り）を専攻している。鴫子に比べ気が強く威張っていることから、たびたび姉に間違われる。作業衣と染みついた薬品臭から看護師に間違えられることもある。
笠原 慶一（かさはら けいいち）
「マンション朱美」の住み込み管理人の息子で高校生。預かっている宅配便や電話帳などを届けにたまに姉妹の部屋に現れ、2人の茶飲み話を聞かされる。盆栽が趣味。
羽染店長 （はそめ（父））
鴫子が通う、書店の店長。早くに妻を亡くし、男手一つで娘（後述）を育てる。ロマンスグレーな男性で、鴫子に惚れられるが、ファザコンの娘が鴫子と張り合う騒動に巻き込まれる。
羽染さん （はそめ（娘））
羽染店長の一人娘。美人だが、極度のファザコン。高級ブランドを扱うブティックで、ハウスマヌカンをしている。偶然、父の勤める書店で本を選んでいたところ、鴫子が父に対して好意を寄せている事を悟る。バレンタインデーを目前に控えたある日。鴫子に勝負を持ちかける。

## 各話一覧
- 椿館（1985年花ゆめEPO July号）
- 美人（1986年花ゆめEPO February号）
- 白衣の天使（1986年花ゆめEPO August号）
- 林檎でダイエット（1987年花とゆめ2号）
- 既視感のおかず（1987年花ゆめEPO9月号）